# Théau de Solignac
Saint Théau (également Tillo, en Allemagne Tillmann ou Thielmann, en France Théau, Thillo, Tillon, ou Tilman ; 608 en Westphalie - 7 janvier 702 à Solignac) était moine de l'abbaye de Solignac et orfèvre, avant de se retirer comme ermite à Brageac puis au Vigen. Selon certaines sources, il aurait été le troisième abbé de Solignac.
Tillmann signifie « l'homme en forme ».
Saint Théau est le patron des enfants qui ont des difficultés à apprendre à marcher. On l'invoque également contre les maladies et les fièvres infantiles.
Son jour de fête est le 7 janvier.

## Histoire

### Épiscopat
Théau était probablement originaire de Westphalie en Vieille-Saxe, et avait des parents païens. Il serait le fils d'un chef saxon battu par Clotaire II. Vers 622, il est vendu comme esclave par les Francs, et est acheté à Paris par saint Eloi.
Eloi le baptise et le donne aux moines de l'abbaye de Solignac (Solemniacum) dans le Limousin, où il est ordonné prêtre.

### Évangélisation
Théau demeure quelque temps à Solignac où il est un orfèvre renommé avant, selon certaines sources, de recevoir d'Éloi la mission de se rendre en Gaule Belgique pour convertir à la religion chrétienne les Suèves et les Frisons qui s'étaient établis sur les bords de la mer dans les environs d'Anvers.
Après le départ en 651 de Remacle pour fonder Stavelot, Théau est, selon certaines sources, nommé abbé de Solignac,.
A la mort de saint Éloi qui l'avait nommé abbé, il se retire comme ermite : établissant sa cellule dans les gorges désertes de la vallée d'Auze, dans ce que l'on appelle aujourd'hui la Grotte de Saint-Til, là où se trouve maintenant Brageac,.
Pour regrouper les nombreux disciples étant venus se mettre sous sa conduite, Théau élève ensuite un monastère qui prend le nom de Brajecte, aujourd'hui Brageac. Après y avoir réuni trente moines de l'ordre de Saint-Benoît, Théau se retire non loin de Solignac où il meurt en l'an 702. 

### Décès et héritage
La légende raconte qu'il connaissait d'avance l'heure de sa mort, à l'âge de 94 ans, car il envoya un messager à l'évêque Hermenus (Ermenon) de Limoges, qui apparut alors au bon moment pour lui prodiguer l'extrême-onction.[réf. nécessaire]
Son dernier oratoire est à l'origine du village du Vigen.
Le jour de sa mort, en 707 à Solignac, près de 300 personnes se seraient rassemblées pour pleurer sur sa tombe.[réf. nécessaire] Son corps aurait été longtemps conservé dans le monastère de Solignac, et aurait été brûlé lors des guerres de religion.
Son buste reliquaire est conservé dans l'abbatiale de Solignac, et est la plus belle pièce de son trésor actuel,.
L'abbaye est détruite en 732 par les Sarrasins ainsi que l'oratoire de Brageac. Ce n'est qu'après cinq siècles d'abandon qu'est élevée l'église actuelle de Notre-Dame-de-Saint-Thibaud de Brageac. Le titre de cette église se réfère à saint Thibaud, abbé de l'abbaye des Vaux-de-Cernay, mort en 1247, connu pour sa grande dévotion envers la Mère de Dieu, et n'a donc aucun rapport avec Théau. Bien que ce fut saint Théau le véritable fondateur du premier oratoire à l'emplacement de l'église.